# Vuči Del
Vuči Del (cyr. Вучи Дел) – wieś w Serbii, w okręgu pirockim, w gminie Babušnica. W 2011 roku liczyła 80 mieszkańców.